# 2018년 태풍
이 문서에서는 2018년에 발생하는 태풍들의 활동에 대해 기록하였다. 2018년 1월 3일 발생한 태풍 볼라벤을 시작으로 29개의 태풍이 발생하였다. 이는 1981~2010년의 1년 태풍 발생 평균 기록인 25.6개보다 높은 수치이다.
태풍 이름 뒤에 (제명)이 붙은 이름은 인명 및 재산피해가 극심하거나, 또는 허리케인 및 사이클론의 이름과 중복되거나, 타 자연재해를 연상시킨다는 다양한 이유로 인해 아시아태풍위원회에서 최종 심사를 거쳐 태풍 이름 140개에서 제거가 된 것으로 더 이상 사용할 일이 없는 태풍 이름입니다.라는 뜻이다.

## 통계

### 월별 태풍 발생 개수
| -                                 | 1월       | 2월       | 3월       | 4월       | 5월       | 6월       | 7월       | 8월        | 9월        | 10월       | 11월       | 12월       | 합계    |
| --------------------------------- | --------- | --------- | --------- | --------- | --------- | --------- | --------- | ---------- | ---------- | ---------- | ---------- | ---------- | ------- |
| 2018년                            | 1 (1)     | 1 (2)     | 1 (3)     | 0 (3)     | 0 (3)     | 4 (7)     | 5 (12)    | 9 (21)     | 4 (25)     | 1 (26)     | 3 (29)     | 0 (29)     | 29 (29) |
| 30년 평균 (1971~2000년)           | 0.5 (0.5) | 0.1 (0.6) | 0.4 (1.0) | 0.8 (1.8) | 1.0 (2.8) | 1.7 (4.5) | 4.0 (8.5) | 5.5 (14.0) | 5.0 (19.0) | 3.9 (22.9) | 2.5 (25.4) | 1.3 (26.7) | 26.7    |
| *괄호 안의 숫자는 누적 태풍 수임. |           |           |           |           |           |           |           |            |            |            |            |            |         |

## 태풍 이름
| - 제1호 태풍 볼라벤 (1801) - 제2호 태풍 산바 (1802) - 제3호 태풍 즐라왓(1803) - 제4호 태풍 에위니아(1804) - 제5호 태풍 말릭시 (1805) - 제6호 태풍 개미 (1806) - 제7호 태풍 프라피룬 (1807) - 제8호 태풍 마리아 (1808) | - 제9호 태풍 손띤(1809) - 제10호 태풍 암필 (1810) - 제11호 태풍 우쿵(1811) - 제12호 태풍 종다리 (1812) - 제13호 태풍 산산 (1813) - 제14호 태풍 야기 (1814) - 제15호 태풍 리피 (1815) - 제16호 태풍 버빙카 (1816) | - 제17호 태풍 헥터 (1817) - 제18호 태풍 룸비아 (1818) - 제19호 태풍 솔릭 (1819) - 제20호 태풍 시마론 (1820) - 제21호 태풍 제비 (1821) - 제22호 태풍 망쿳(1822) - 제23호 태풍 바리자트 (1823) - 제24호 태풍 짜미 (1824) | - 제25호 태풍 콩레이 (1825) - 제26호 태풍 위투 (1826) - 제27호 태풍 도라지 (1827) - 제28호 태풍 마니 (1828) - 제29호 태풍 우사기 (1829) |

## 특징
- 7~8월에만 태풍이 18개가 발생했다. 이는 전체 발생한 태풍 개수의 약 60%이다.
- 슈퍼태풍이 7개나 발생하였다.(4등급 슈퍼태풍 포함)
- 미국합동태풍경보센터에서는 태풍 위투가 최저기압 899hPa로, 2000년대 들어 4번째로 800hPa대로 들어온 태풍이라고도 한다.
- 12월 31일에 열대저압부가 발생했다. 이는 1월 1일 2019년 태풍 파북으로 발달하였다. 이는 태풍 관측 이래 가장 빨리 발생한 태풍이다.

## 활동한 태풍

### 제1호 태풍 볼라벤
2018년 제1호 태풍 볼라벤(BOLAVEN)은 1월 3일 오전 9시에 중심기압 1002hPa, 최대풍속 18m/s, 강풍 반경 110km, 크기 '소형'의 열대폭풍으로 필리핀 마닐라 남서쪽 약 710km 부근 해상에서 발생하였다.(일본 기상청 태풍정보 속보치 기준) 발생 이후 추가로 발달하지 않고, 서~서북서진하다가 1월 4일 오전 9시에 베트남 호치민 동북동쪽 약 510km 부근 해상에서 중심기압 1006hPa의 열대저압부로 소멸하였다.(한국 기상청 기준으로는 1002hPa) 볼라벤은 라오스에서 제출한 이름으로 라오스에 있는 고원을 의미한다.

### 제2호 태풍 산바
2018년 제2호 태풍 산바(SANBA)는 2월 11일 오후 3시에 중심기압 1002hPa, 최대풍속 18m/s, 강풍 반경 280km(북쪽 반경), 크기 '소형'의 열대폭풍으로 팔라우 남동쪽 약 170km 부근 해상에서 발생하였다.(일본 기상청 태풍정보 속보치 기준) 발생 이후 추가로 발달하지 않고, 서~서북서진하면서 필리핀 민다나오섬을 관통한 이후에는 서남서진하며 약화되어서 일본 기상청 기준으로는 2월 14일 오전 9시에 필리핀 세부 서남서쪽 약 440km 부근 해상에서 중심기압 1006hPa의 열대저압부로 소멸하였다. 한국 기상청 기준으로는 2월 15일 오전 9시에 필리핀 세부 서남서쪽 약 640km 부근 해상에서 중심기압 1004hPa의 열대저압부로 소멸하였다. 산바는 2018년도에서 가장 아래쪽에서 태풍의 세력을 유지하고 있었으며, 위도 북위 6.8도였다. 산바는 마카오에서 제출한 이름으로 마카오에 있는 지명 중 하나다.

### 제3호 태풍 즐라왓
2018년 제3호 태풍 즐라왓(JELAWAT)은 3월 25일 오후 3시에 중심기압 1002hPa, 최대풍속 18m/s, 강풍 반경 170km(북쪽 반경), 크기 '소형'의 열대폭풍으로 팔라우 동쪽 약 690km 부근 해상에서 발생하였다.(일본 기상청 태풍정보 속보치 기준) 발생 이후 북진하며 느리게 발달하다가 북동진으로 전향하면서 급발달해서, 3월 30일 오후 9시에 미국 괌 서북서쪽 약 720km 부근 해상에서 중심기압 915hPa, 최대풍속 54m/s, 강풍 반경 330km(북쪽 반경)의 세력 '맹렬한', 크기 '중형'의 태풍으로 최성기를 맞이하였다(일본 기상청 사후해석 기준). 최성기 이후 동북동~동진하며 급약화되어서, 4월 2일 오전 3시에 미국 괌 북북동쪽 약 830km 부근 해상에서 중심기압 1000hPa의 열대저압부로 소멸하였다. 즐라왓은 말레이시아에서 제출한 이름으로 잉어과의 민물고기이다.

### 제4호 태풍 에위니아
2018년 제4호 태풍 에위니아(EWINIAR)는 6월 6일 오전 9시에 중심기압 1000hPa, 최대풍속 18m/s, 강풍 반경 110km, 크기 '소형'의 열대폭풍으로 중국 잔장 남동쪽 약 80km 부근 해상에서 발생하였다.(일본 기상청 태풍정보 속보치 기준) 발생 직후 레이저우반도와 하이난섬 근처에서 1바퀴 돌고나서 6월 7일 오후 3시에 중국 잔장 동쪽 약 80km 부근 해상에서 중심기압 998hPa, 최대풍속 21m/s, 강풍 반경 110km의 세력 '약', 크기 '소형'의 열대 폭풍으로 최성기를 맞이하였다. 최성기 세력으로 바로 중국 남부 지방에 상륙하였고, 한국 기상청 기준으로는 6월 8일 오후 3시에 중국 홍콩 서북서쪽 약 230km 부근 육상에서 중심기압 1006hPa의 열대저압부로 소멸하였다. 일본 기상청 기준으로는 6월 9일 오전 9시에 중국 홍콩 북서쪽 약 82km 부근 육상에서 중심기압 1006hPa의 열대저압부로 소멸하였다. 에위니아는 미크로네시아에서 제출한 이름으로 폭풍의 신을 의미한다.

### 제5호 태풍 말릭시
2018년 제5호 태풍 말릭시(MALIKSI)는 6월 8일 오전 3시에 중심기압 996hPa, 최대풍속 18m/s, 강풍 반경 440km, 크기 '중형'의 열대폭풍으로 필리핀 마닐라 동북동쪽 약 760km 부근 해상에서 발생하였다.(일본 기상청 태풍정보 속보치 기준) 발생 이후 북~북서진하며 느리게 발달하다가 일본 오키나와 부근 해상에서 북동진으로 전향하면서 발달해서, 6월 10일 오전 9시에 일본 오키나와 동남동쪽 약 310km 부근 해상에서 중심기압 970hPa, 최대풍속 33m/s, 강풍 반경 750km(남동쪽 반경)의 세력 '강', 크기 '대형'(일본 기상청 태풍정보 속보치 기준)의 태풍으로 최성기를 맞이하였다. 최성기 이후에는 일본 남쪽 해상에서 북동진하면서 온대저기압화가 진행되며 서서히 약화되었고, 6월 12일 오전 3시에 일본 도쿄 동쪽 약 690km 부근 해상에서 중심기압 984hPa의 온대저기압으로 변질되었다.(한국 기상청 기준으로는 992hPa)
이 태풍은 미국에서는 열대폭풍으로, 한국에서는 강한 열대폭풍으로 해석하였지만, 일본기상청은 대형의 강한 태풍이라고 해석함으로써 해석의 차이를 보였다.
말릭시는 필리핀에서 제출한 이름으로 민첩함을 의미한다.

### 제6호 태풍 개미
2018년 제6호 태풍 개미(GAEMI)는 6월 15일 오전 9시에 중심기압 992hPa, 최대풍속 18m/s, 강풍 반경 280km(남동쪽 반경), 크기 '소형'의 (아)열대폭풍으로 대만 타이베이 남남서쪽 약 290km 부근 육상에서 발생하였다.(일본 기상청 태풍정보 속보치 기준) 대만 관통 뒤에 북동진하며 일본 오키나와 부근 해상을 지나가면서 약하게 발달하였고, 6월 16일 오후 3시에 일본 오키나와 북동쪽 약 120km 부근 해상에서 중심기압 990hPa, 최대풍속 23m/s, 강풍 반경 390km(동쪽 반경)의 세력 '약', 크기 '중형'(일본 기상청 태풍정보 속보치 기준)의 열대 폭풍으로 최성기를 맞이하였다. 최성기 이후에는 일본 남쪽 해상에서 동북동~동진하면서 온대저기압화가 진행되며 서서히 약화되었고, 6월 17일 오전 9시에 일본 오키나와 동북동쪽 약 570km 부근 해상에서 중심기압 996hPa의 온대저기압으로 변질되었다.(한국 기상청 기준으로는 994hPa) 개미는 대한민국에서 제출한 이름으로 개미를 의미한다.

### 제7호 태풍 쁘라삐룬(프라피룬)
2018년 제7호 태풍 쁘라삐룬(PRAPIROON)은 6월 29일 오전 9시에 중심기압 998hPa, 최대풍속 18m/s, 강풍 반경 370km, 크기 '중형'의 열대폭풍으로 일본 오키나와 남남동쪽 약 740km 부근 해상에서 발생하였다. 발생 이후 예상 진로조차 종잡을 수 없을 정도로 느리게 북~북북서진하며 발달하다가 일본 오키나와를 통과하며 북동진으로 전향한 뒤에도 심지어 북위 30도 넘어서도 발달해서, 7월 3일 오전 3시에 대한민국 제주도 서귀포시 남남동쪽 약 310km 부근 해상에서 중심기압 960hPa, 최대풍속 33m/s, 강풍 반경 440km(남동쪽 반경)의 세력 '강', 크기 '중형'(일본 기상청 태풍정보 속보치 기준)의 태풍으로 최성기를 맞이하였다. 최성기 이후에도 태풍 형태를 유지한 상태에서 대한해협을 통과해서 7월 3일 오후 9시에 대한민국 부산광역시 남동쪽 약 90km 부근 해상에서 중심기압 975hPa, 최대풍속 28m/s, 강풍 반경 440km(남동쪽 반경)의 세력 '중', 크기 '중형'(일본 기상청 태풍정보 속보치 기준)의 강한 열대폭풍의 세력으로 대한민국에 최근접했다. 대한해협 통과 이후 동해상에 진출한 뒤 온대저기압화가 진행되어서, 일본 기상청 기준으로는 7월 4일 오후 3시에 대한민국 경상북도 울릉군 북동쪽 약 388km 부근 해상에서 중심기압 986hPa의 온대저기압으로 변질되었다. 한국 기상청 기준으로는 7월 4일 오후 6시에 대한민국 경상북도 울릉군 독도 북동쪽 약 470km 부근 해상에서 중심기압 990hPa의 온대저기압으로 변질되었다. 프라피룬은 태국에서 제출한 이름으로 비의 신을 의미한다.

### 제9호 태풍 손띤
손띤은 베트남에서 제출한 이름으로 신화 속의 산신 이름이다.

### 제10호 태풍 암필
2018년 제10호 태풍 암필(AMPIL)은 7월 18일 오후 9시에 중심기압 996hPa, 최대풍속 18m/s, 강풍 반경 440km(남쪽 반경), 크기 '중형'의 열대폭풍으로 일본 오키나와 남쪽 약 850km 부근 해상에서 발생하였다.(일본 기상청 태풍정보 속보치 기준) 발생 이후 북북동~북북서진하며 발달해서 7월 16일 오후 3시에 일본 오키나와 남동쪽 약 540km 부근 해상에서 중심기압 985hPa, 최대풍속 25m/s, 강풍 반경 500km(동쪽 반경)의 세력 '중', 크기 '대형'의 강한 열대 폭풍으로 최성기를 맞이하였다. 최성기 이후에는 북서진하며 일본 오키나와 나하 섬을 관통했고, 계속 북서진하면서 중국 상하이 부근 해안에 상륙한 뒤 급약화되어서, 7월 24일 오전 3시에 중국 칭다오 서북서쪽 약 320km 부근 육상에서 중심기압 994hPa의 열대저압부로 소멸하였다. 암필은 캄보디아에서 제출한 이름으로 타마린드(콩과의 상록 교목)를 의미한다.

### 제11호 태풍 우쿵
2018년 제11호 태풍 우쿵(WUKONG)은 7월 23일 오후 9시에 중심기압 1000hPa, 최대풍속 18m/s, 강풍 반경 390km(동쪽 반경), 크기 '중형'의 열대폭풍으로 일본 도쿄 동남동쪽 약 2,070km 부근 해상에서 발생하였다.(일본 기상청 태풍정보 속보치 기준) 발생 이후 북~북북서진하며 발달해서 7월 25일 오전 9시에 일본 도쿄 동쪽 약 1,730km 부근 해상에서 중심기압 990hPa, 최대풍속 25m/s, 강풍 반경 500km(북동쪽 반경)의 세력 '중', 크기 '대형'의 강한 열대 폭풍으로 최성기를 맞이하였다. 최성기 이후에는 계속 북서~북북서진하며 서서히 약화되었고, 7월 27일 오전 3시에 일본 삿포로 동쪽 약 890km 부근 해상에서 중심기압 1002hPa의 온대저기압으로 변질되었다.(한국 기상청 기준으로는 1000hPa) 우쿵은 중국에서 제출한 이름으로 손오공을 의미한다.

### 제12호 태풍 종다리
2018년 제12호 태풍 종다리(JONGDARI)는 7월 25일 오전 3시에 중심기압 998hPa, 최대풍속 18m/s, 강풍 반경 110km, 크기 '소형'의 열대폭풍으로 미국 괌 북서쪽 약 1,110km 부근 해상에서 발생하였다.(일본 기상청 태풍정보 속보치 기준) 발생 이후 북동진하면서 발달해서, 7월 27일 오전 9시에 일본 도쿄 남남동쪽 약 1,220km 부근 해상에서 중심기압 965hPa, 최대풍속 39m/s, 강풍 반경 390km의 세력 '강', 크기 '중형'(일본 기상청 태풍정보 속보치 기준)의 태풍으로 최성기를 맞이하였다. 최성기 이후에는 서~서북서진하며 서서히 약화되면서 일본에 접근하였고, 7월 29일 오전 1시경 일본 미에현에 중심기압 975hPa, 최대풍속 33m/s(일본 기상청 태풍정보 속보치 기준)의 세력으로 상륙하였다. 일본 상륙 이후 급약화되어서 한국 기상청 기준으로는 7월 29일 오후 3시에 일본 오사카 서쪽 약 360km 부근 육상에서 중심기압 994hPa의 열대저압부로 소멸하였다. 일본 기상청 기준으로는 태풍으로 해석을 계속하였다. 일본 규슈에서 서남서~남진하였고, 일본 가고시마 부근 해상에서 1바퀴 돌며 7월 31일 오후 9시에 중심기압 990hPa, 최대풍속 21m/s(일본 기상청 태풍정보 속보치 기준)의 세력으로 재발달해서 동중국해로 진입했다. 동중국해에서 추가 재발달 예보도 있었으나 더 이상 재발달하지 않고 남남서~서북서진하며 8월 3일 오전 9시에 중심기압 994hPa, 최대풍속 18m/s(일본 기상청 태풍정보 속보치 기준)의 세력으로 중국 상하이 부근 해안에 상륙하였다. 중국에 상륙한 이후 급약화되어서 일본 기상청 기준으로는 8월 3일 오후 9시에 중국 상하이 북서쪽 약 167km 부근 해상(장강)에서 중심기압 998hPa의 열대저압부로 소멸하였다. 발생 초기 종다리는 폭염에 시달리고 있는 대한민국에 효자 태풍이 되리라 기대되었었다. 그러나 일본 규슈 통과시에 동해안 지방에서만 동풍으로 일시적으로 폭염이 완화되었던 것이 전부였고, 푄 현상으로 인해 중부 지방과 수도권에 극심한 폭염을 몰고 오게 한 주범이기도 하다. 또한 일본 홋카이도에도 극심한 폭염을 몰고 왔다. 종다리는 북한에서 제출한 이름으로 종다리를 의미한다.

### 제13호 태풍 산산
2018년 제13호 태풍 산산(SHANSHAN)은 8월 3일 오전 9시에 중심기압 998hPa, 최대풍속 18m/s, 강풍 반경 280km(남서쪽 반경), 크기 '소형'의 열대폭풍으로 미국 괌 북동쪽 약 870km 부근 해상에서 발생하였다.(일본 기상청 태풍정보 속보치 기준) 발생 이후 북북서~북서진하면서 발달해서, 8월 5일 오전 3시에 미국 괌 북북동쪽 약 1,050km 부근 해상에서 중심기압 970hPa, 최대풍속 36m/s, 강풍 반경 560km(남동쪽 반경)의 세력 '강', 크기 '대형'(일본 기상청 태풍정보 속보치 기준)의 태풍으로 최성기를 맞이하였다. 최성기 이후에는 북북서~북진하며 8월 9일 오전 6시경 일본 지바현 조시시에 최성기 세력에서 조금 약화된 중심기압 975hPa, 최대풍속 33m/s(일본 기상청 태풍정보 속보치 기준)의 세력으로 최근접하였다. 일본 지바현 최근접 이후 전향한 뒤 북~동북동진하며 온대저기압화가 진행되며 서서히 약화되었고, 8월 10일 오후 3시에 일본 삿포로 동남동쪽 약 830km 부근 해상에서 중심기압 992hPa의 온대저기압으로 변질되었다. 산산은 홍콩에서 제출한 이름으로 소녀의 애칭이다.

### 제14호 태풍 야기
2018년 제14호 태풍 야기(YAGI)는 8월 8일 오후 3시에 중심기압 994hPa, 최대풍속 18m/s, 강풍 반경 500km(남쪽 반경), 크기 '대형'의 열대폭풍으로 일본 오키나와 남동쪽 약 950km 부근 해상에서 발생하였다.(일본 기상청 태풍정보 속보치 기준) 발생 이후 동북동~북북서진하며 굉장히 더디게 발달해서 8월 11일 오후 9시에 일본 오키나와 남서쪽 약 150km 부근 해상에서 중심기압 990hPa, 최대풍속 21m/s, 강풍 반경 500km(동쪽 반경)의 세력 '약', 크기 '대형'의 열대 폭풍으로 최성기를 맞이하였다. 최성기 세력으로 바로 중국 항저우 부근 해안에 상륙하였고, 상륙 이후 급약화되어서 8월 13일 오후 3시에 중국 상하이 서북서쪽 약 360km 부근 육상에서 중심기압 996hPa의 열대저압부로 소멸하였다. 야기는 일본에서 제출한 이름으로 염소자리를 의미한다.

### 제15호 태풍 리피
2018년 제15호 태풍 리피(LEEPI)는 8월 12일 오전 3시에 중심기압 998hPa, 최대풍속 21m/s, 강풍 반경 220km(동쪽 반경), 크기 '소형'의 열대폭풍으로 미국 괌 북쪽 약 810km 부근 해상에서 발생하였다.(일본 기상청 태풍정보 속보치 기준) 발생 이후 북서진하면서 발달하였고, 8월 14일 오후 3시에 일본 가고시마 동남동쪽 약 430km 부근 해상에서 중심기압 994hPa, 최대풍속 25m/s, 강풍 반경 280km(동쪽 반경)의 세력 '중', 크기 '소형'(일본 기상청 태풍정보 속보치 기준)의 강한 열대 폭풍으로 최성기를 맞이하였다. 최성기 이후에는 계속 북서진하며 일본 규슈에 상륙한 뒤 급약화되어서 한국 기상청 기준으로는 8월 15일 오전 9시에 대한민국 부산광역시 남동쪽 약 150km 부근 해상(대한해협 중에서도 쓰시마 해협)에서 중심기압 1002hPa의 열대저압부로 소멸하였다. 일본 기상청 기준으로는 8월 15일 오후 3시에 대한민국 부산광역시 남서쪽 약 18km 부근 해상에서 중심기압 1004hPa의 열대저압부로 소멸하였다. 리피는 라오스에서 제출한 이름으로 라오스의 폭포 이름이다.

### 제16호 태풍 버빙카
2018년 제16호 태풍 버빙카(BEBINCA)는 8월 13일 오전 9시에 중심기압 992hPa, 최대풍속 18m/s, 강풍 반경 220km(남쪽 반경), 크기 '소형'의 열대폭풍으로 중국 홍콩 남서쪽 약 200km 부근 해상에서 발생하였다.(일본 기상청 태풍정보 속보치 기준) 발생 직후 중국 홍콩 남서쪽 해상에서 거의 정체하다가 서진하며 레이저우반도를 관통해서 통킹만에 진출한 뒤 서~서남서진하며 발달해서 8월 16일 오후 9시에 베트남 하노이 남동쪽 약 200km 부근 해상(통킹만)에서 중심기압 980hPa, 최대풍속 25m/s, 강풍 반경 220km(남쪽 반경)의 세력 '중', 크기 '소형'의 강한 열대 폭풍으로 최성기를 맞이하였다. 최성기 이후 계속 서~서남서진하며 베트남에 상륙한 뒤 급약화되어서 8월 17일 오후 3시에 베트남 하노이 남서쪽 약 290km 부근 육상에서 중심기압 996hPa의 열대저압부로 소멸하였다. 버빙카는 마카오에서 제출한 이름으로 마카오식 우유로 만든 푸딩을 의미한다.

### 제17호 태풍 헥터(제 8호 메이저 허리케인 헥터)
헥터는 하와이의 남자 이름이다. 헥터는 허리케인이었다가 태풍으로 변한 열대저기압이다.

### 제18호 태풍 룸비아 (제명)
룸비아는 말레이시아에서 제출한 이름으로 야자수의 한 종류이다. 태풍 룸비아는 중국 상하이에 피해를 주어 제명되었다.

### 제19호 태풍 솔릭
2018년 제19호 태풍 솔릭(SOULIK)은 8월 16일 오전 9시에 중심기압 998hPa, 최대풍속 18m/s, 강풍 반경 500km(동쪽 반경), 크기 '대형'의 열대폭풍으로 미국 괌 북서쪽 약 260km 부근 해상에서 발생하였다.(일본 기상청 태풍정보 속보치 기준) 발생 이후 예상 진로조차 종잡을 수 없을 정도로 느리게 북북서진하다가 일본 남쪽 해상에서 서북서진하며 발달해서 8월 21일 오전 3시에 일본 가고시마 기카이정 남남동쪽 약 570km 부근 해상에서 중심기압 950hPa, 최대풍속 45m/s, 강풍 반경 440km(동쪽 반경)의 크기 '중형'(일본 기상청 태풍정보 속보치 기준)의 매우 강한 태풍으로 최성기를 맞이하였다. 최성기 세력을 유지하면서 일본 아마미 제도를 통과한 뒤 동중국해에 진출하였다. 동중국해 진출과 북위 30도 통과 뒤에는 8월 23일 오전 3시에 대한민국 제주도 서귀포시 남서쪽 약 90km 부근 해상에서 최성기에서 꽤나 약화된 중심기압 975hPa, 최대풍속 33m/s, 강풍 반경 410km(북동쪽 반경)의 세력 '강', 크기 '중형'(일본 기상청 태풍정보 속보치 기준)의 태풍의 세력으로 제주도에 최근접했다. 매우 느리게 북북서진하며 24시간 동안 제주도에 영향을 주었고, 한라산 및 대륙에서 들어오는 건조 공기와 낮은 열용량으로 인해 약화된 상태로 8월 23일 오후 6시에서야 느리게 북동진으로 전향해서 8월 23일 오후 11시에 대한민국 전라남도 목포시 남쪽 약 20km 부근 육상(전라남도 해남군 화원반도)에 중심기압 975hPa, 최대풍속 31m/s, 강풍 반경 280km(북동쪽 반경)의 세력 '중', 크기 '소형'(일본 기상청 태풍정보 속보치 기준)의 강한 열대 폭풍의 세력으로 한반도에 상륙했다. 빠른 속도로 북북동진하며 한반도를 관통한 뒤에 동해상에 진출하였고, 동해상에서 온대저기압화가 진행되어서, 8월 25일 오전 3시에 대한민국 경상북도 울릉군 독도 북북동쪽 약 480km 부근 해상에서 중심기압 992hPa의 온대저기압으로 변질되었다.(한국 기상청 기준으로는 990hPa) 솔릭은 미크로네시아에서 제출한 이름으로 전설의 족장을 칭한다.

### 제20호 태풍 시마론
2018년 제20호 태풍 시마론(CIMARON)은 8월 18일 오후 9시에 중심기압 1000hPa, 최대풍속 18m/s, 강풍 반경 280km, 크기 '소형'의 열대폭풍으로 미국 괌 동쪽 약 1,020km 부근 해상에서 발생하였다.(일본 기상청 태풍정보 속보치 기준) 발생 이후 서북서~북서진하며 발달해서, 8월 22일 오후 3시에 일본 오사카 남남동쪽 약 1,080km 부근 해상에서 중심기압 950hPa, 최대풍속 46m/s, 강풍 반경 560km(동쪽 반경)의 세력 '매우 강', 크기 '대형'(일본 기상청 태풍정보 속보치 기준)의 태풍으로 최성기를 맞이하였다. 최성기 이후 빠른 속도로 북북서진하며 서서히 약화되었고, 8월 23일 오후 9시에 중심기압 965hPa, 최대풍속 39m/s의 세력(일본 기상청 태풍정보 속보치 기준)으로 일본 시코쿠 도쿠시마현 해안에 상륙하였다. 일본 시코쿠 상륙 이후 빠른 속도로 북~북북동진하며 동해상에 진출한 뒤 온대저기압화가 진행되어서 일본 기상청 기준으로는 8월 24일 오후 3시에 일본 삿포로 서남서쪽 약 410km 부근 해상에서 중심기압 994hPa의 온대저기압으로 변질되었다. 한국 기상청 기준으로는 8월 24일 오후 9시에 일본 삿포로 남서쪽 약 220km 부근 해상에서 중심기압 990hPa의 온대저기압으로 변질되었다. 시마론은 필리핀에서 제출한 이름으로 야생 황소를 의미한다.

### 제21호 태풍 제비
2018년 제21호 태풍 제비(JEBI)는 8월 28일 오전 9시에 중심기압 1004hPa, 최대풍속 18m/s, 강풍 반경 170km(동쪽 반경), 크기 '소형'의 열대폭풍으로 미국 괌 동쪽 약 1,340km 부근 해상에서 발생하였다.(일본 기상청 태풍정보 속보치 기준) 발생 이후 서진하며 급발달해서, 일본 기상청 기준으로는 8월 31일 오전 9시에 미국 괌 북쪽 약 490km 부근 해상에서 중심기압 915hPa, 최대풍속 55m/s, 강풍 반경 330km(북쪽 반경)의 세력 '맹렬한', 크기 '중형'(일본 기상청 태풍정보 속보치 기준)의 태풍으로 최성기를 맞이하였다. 한국 기상청 기준으로는 9월 1일 오전 9시에 미국 괌 북서쪽 약 900km 부근 해상에서 중심기압 910hPa, 최대풍속 56m/s, 강풍 반경 340km(북동쪽 반경)의 세력 '초강력', 크기 '중형'의 태풍으로 최성기를 맞이하였다. 최성기 이후 서서히 약화되어 가면서 9월 3일 밤에 일본 가고시마 남동쪽 해상에서 북동진으로 전향하였고, 빠른 속도로 북북동진하면서 9월 4일 12시에 중심기압 950hPa, 최대풍속 44m/s의 세력(일본 기상청 태풍정보 속보치 기준)으로 일본 시코쿠 도쿠시마현 해안에 상륙하였다. 일본 시코쿠 상륙 이후 빠른 속도로 북북동진하며 동해상에 진출한 뒤 온대저기압화가 진행되어서 9월 5일 오전 9시에 러시아 사할린 남서쪽 약 460km 부근 해상에서 중심기압 974hPa의 온대저기압으로 변질되었다.(한국 기상청 기준으로는 975hPa) 태풍 제비로 인해 일본 오사카 간사이 국제공항에서 9월 4일 오후 1시 38분에 순간최대풍속 58.1m/s를 기록하였다. 일본 와카야마현 와카야마시에서 9월 4일 오후 1시 19분에 순간최대풍속 57.4m/s를 기록하였다. 제비는 대한민국에서 제출한 이름으로 제비를 의미한다.

### 제22호 태풍 망쿳(제명)
2018년 제22호 태풍 망쿳(MANGKHUT)은 9월 7일 오후 9시에 중심기압 1000hPa, 최대풍속 18m/s, 강풍 반경 280km, 크기 '소형'의 열대폭풍으로 미국 괌 동쪽 약 2,260km 부근 해상에서 발생하였다.(일본 기상청 태풍정보 속보치 기준) 발생 이후 서진하며 미국 괌 부근 해상을 통과한 이후 급발달해서, 9월 12일 오전 3시에 미국 괌 서쪽 약 800km 부근 해상에서 중심기압 905hPa, 최대풍속 58m/s, 강풍 반경 440km의 세력 '맹렬한', 크기 '대형'(일본 기상청 태풍정보 속보치 기준)의 태풍으로 최성기를 맞이하였다. 최성기 세력을 유지하며 서~서북서진해서 9월 15일 오전 3시에 중심기압 900hPa, 최대풍속 56m/s(일본 기상청 태풍정보 속보치 기준)의 세력으로 필리핀 루손섬 북부 해안에 상륙하였다. 필리핀 관통 이후 남중국해에 진출한 뒤 서북서진하며 서서히 약화되었고, 9월 16일 오후 6시에 중심기압 960hPa, 최대풍속 39m/s(일본 기상청 태풍정보 속보치 기준)의 세력으로 중국 홍콩 부근 해안에 상륙하였다. 중국 상륙 이후 서북서진하며 급약화되어서, 9월 17일 오후 3시에 베트남 하노이 북북동쪽 약 320km 부근 육상에서 중심기압 998hPa의 열대저압부로 소멸하였다. 망쿳은 태국에서 제출한 이름으로 열대과일의 한 종류인 망고스틴을 의미한다. 2006년 제명된 두리안을 대체하나 태풍 망쿳도 필리핀과 홍콩, 베트남, 마카오, 중국 남부에 많은 인명피해를 내 제명되었다.

### 제23호 태풍 바리자트
2018년 제23호 태풍 바리자트(BARIJAT)는 9월 11일 오전 9시에 중심기압 1000hPa, 최대풍속 18m/s, 강풍 반경 170km, 크기 '소형'의 열대폭풍으로 중국 홍콩 동남동쪽 약 480km 부근 해상에서 발생하였다.(일본 기상청 태풍정보 속보치 기준) 발생 이후 서진하면서 미미하게 발달해서 9월 11일 오후 3시에 중국 홍콩 동남동쪽 약 420km 부근 해상에서 중심기압 998hPa, 최대풍속 21m/s, 강풍 반경 170km의 세력 '약', 크기 '소형'의 열대 폭풍으로 최성기를 맞이하였다. 남중국해에서 계속 서진하면서 최성기 세력을 유지하다가 레이저우반도에 상륙한 뒤 통킹만에 진출하며 급약화되어서, 9월 13일 오후 3시에 중국 잔장 서남서쪽 약 100km 부근 해상(통킹만)에서 중심기압 1004hPa의 열대저압부로 소멸하였다.(한국 기상청 기준으로는 1002hPa) 바리자트는 미국에서 제출한 이름으로 마셜 군도 원주민어로 해안 지역을 의미한다. 베트남과 중국에 영향을 주었다.

### 제24호 태풍 짜미
2018년 제24호 태풍 짜미(TRAMI)는 9월 21일 오후 9시에 중심기압 1000hPa, 최대풍속 18m/s, 강풍 반경 330km(북동쪽 반경), 크기 '중형'의 열대폭풍으로 미국 괌 북서쪽 약 300km 부근 해상에서 발생하였다.(일본 기상청 태풍정보 속보치 기준) 발생 이후 서~서북서진하며 급발달해서, 9월 25일 오전 3시에 일본 오키나와 남쪽 약 750km 부근 해상에서 중심기압 915hPa, 최대풍속 54m/s, 강풍 반경 500km(북쪽 반경)의 세력 '맹렬한', 크기 '대형'(일본 기상청 태풍정보 속보치 기준)의 태풍으로 최성기를 맞이하였다. 최성기 이후에는 지향류가 없어서 일본 오키나와 남쪽 해상에서 거의 정체하다가 해수 뒤섞임 현상으로 인해 9월 25일에는 중심기압 950hPa, 최대풍속 44m/s(일본 기상청 태풍정보 속보치 기준)의 세력으로 약화된 상태로 북동진으로 전향하였다. 전향 뒤 빠른 속도로 북북동~북동진하면서 일본 오키나와와 규슈, 시코쿠를 근접해서 지나갔고, 9월 30일 오후 8시에 중심기압 950hPa, 최대풍속 44m/s의 세력(일본 기상청 태풍정보 속보치 기준)으로 일본 와카야마현 다나베시 부근 해안에 상륙하였다. 일본 와카야마현 상륙 이후 굉장히 빠른 속도로 북동진하며 온대저기압화가 진행되어서 일본 기상청 기준으로는 10월 1일 12시에 일본 삿포로 동쪽 약 538km 부근 해상에서 중심기압 970hPa의 온대저기압으로 변질되었다. 한국 기상청 기준으로는 10월 1일 오후 3시에 일본 삿포로 동쪽 약 620km 부근 해상에서 중심기압 980hPa의 온대저기압으로 변질되었다. 짜미는 베트남에서 제출한 이름으로 장미과에 속하는 나무를 의미한다.

### 제25호 태풍 콩레이
2018년 제25호 태풍 콩레이(KONG-REY)는 9월 29일 오후 3시에 중심기압 1000hPa, 최대풍속 18m/s, 강풍 반경 170km, 크기 '소형'의 열대폭풍으로 미국 괌 서남서쪽 약 250km 부근 해상에서 발생하였다.(일본 기상청 태풍정보 속보치 기준) 발생 이후 서~서북서진하며 급발달해서 10월 2일 오전 3시에 대만 타이베이 동남동쪽 약 1,530km 부근 해상에서 중심기압 915hPa, 최대풍속 54m/s, 강풍 반경590km의 크기 '대형'(일본 기상청 태풍정보 속보치 기준)의 맹렬한 태풍으로 최성기를 맞이하였다. 최성기 이후 북서~북북서진하며 태풍 짜미가 지나간 해상을 지나면서 급약화된 상태로 일본 오키나와 부근 해상을 통과한 뒤 계속 북진하면서 동중국해에 진출하였다. 동중국해 진출과 북위 30도 통과 뒤에는 2018년 한반도 폭염의 여파가 남아있는 동중국해을 지나며 재발달 경향을 보이면서 10월 6일 오전 3시에 대한민국 제주도 서귀포시 남남서쪽 약 60km 부근 해상에서 중심기압 970hPa, 최대풍속 33m/s, 강풍 반경 560km의 세력 '강', 크기 '대형'(일본 기상청 태풍정보 속보치 기준)의 태풍의 세력으로 제주도에 최근접했다.제주도 최근접 이후 북~북북동진해서 한국 기상청 기준으로는 10월 6일 오전 9시 50분에 대한민국 경상남도 통영시에 중심기압 975hPa, 최대풍속 32m/s, 강풍 반경 330km(북동쪽 반경)의 세력 '중', 크기 '중형'의 강한 열대 폭풍의 세력으로 한반도에 상륙했다. 일본 기상청 기준으로는 10월 6일 오전 10시에 대한민국 경상남도 고성군에 중심기압 975hPa, 최대풍속 31m/s, 강풍 반경 560km의 세력 '중', 크기 '대형'의 강한 열대 폭풍의 세력으로 한반도에 상륙했다. 빠른 속도로 북동~북북동진하며 한반도를 관통한 뒤에 동해상에 진출하였고, 동해상에서 온대저기압화가 진행되어서, 일본 기상청 기준으로는 10월 7일 오전 3시에 일본 삿포로 남서쪽 약 430km 부근 해상에서 중심기압 980hPa의 온대저기압으로 변질되었다. 한국 기상청 기준으로는 10월 7일 오전 9시에 일본 삿포로 남남서쪽 약 120km 부근 해상에서 중심기압 990hPa의 온대저기압으로 변질되었다. 태풍 콩레이의 영향으로 2018년 10월 5일 대한민국 제주도 제주시의 일강수량이 310.0mm를 기록하며 10월 역대 최다 일강수량 기록을 경신하였다. 콩레이는 캄보디아에서 제출한 이름으로 캄보디아에 있는 산의 이름이다. 이 태풍이 2018년 한반도 상륙 시 피해가 큰 태풍이다.

### 제26호 태풍 위투(제명)
2018년 제26호 태풍 위투(YUTU)는 10월 22일 오전 3시에 중심기압 1002hPa, 최대풍속 18m/s, 강풍 반경 220km(남쪽 반경), 크기 '소형'의 열대폭풍으로 미국 괌 동남동쪽 약 1,430km 부근 해상에서 발생하였다.(일본 기상청 태풍정보 속보치 기준) 발생 이후 서~서북서진하며 급발달해서, 10월 24일 오후 9시에 미국 괌 북동쪽 약 210km 부근 해상에서 중심기압 899hPa, 최대풍속 59m/s, 강풍 반경 440km(북동쪽 반경)의 세력 '카테고리 5등급', 크기 '중형'(미국 기상청 태풍정보 속보치 기준)의 태풍으로 최성기를 맞이하였다. 최성기 세력으로 10월 25일 0시에 티니언섬을 관통한 뒤 최성기 세력에서 다소 약화 및 재발달 경향을 이어가다가 서~서남서진하며 필리핀 동쪽 해상에 진입하면서 높은 연직시어로 인해 더 많이 약화되어서 10월 30일 오전 6시에 중심기압 950hPa, 최대풍속 44m/s(일본 기상청 태풍정보 속보치 기준)의 세력으로 필리핀 루손섬에 상륙하였다. 필리핀을 관통한 뒤 남중국해에 진출해서 미미하게 재발달했다가 대륙의 건조 공기 유입과 높은 연직시어로 인해 급약화되어서 한국 기상청 기준으로는 11월 2일 오전 9시에 중국 홍콩 동남동쪽 약 280km 부근 해상에서 중심기압 1002hPa의 열대저압부로 소멸하였다. 일본 기상청 기준으로는 11월 2일 오후 3시에 중국 홍콩 남동쪽 약 240km 부근 해상에서 중심기압 1006hPa의 열대저압부로 소멸하였다. 미국 합동 태풍 경보 센터에서는 위투가 정확히 899hpa로 떨어져 2000년도 들어서 세번째로 800hpa대로 들어간 태풍이라고 했다. 위투는 중국에서 제출한 이름으로 전설 속 옥토끼를 의미한다. 위투는 필리핀을 관통하여 큰 피해를 주어 제명되었다.

### 제27호 태풍 도라지
2018년 제27호 태풍 도라지(TORAJI)는 11월 17일 오후 6시에 중심기압 1008hPa, 최대 풍속 18m/s, 강풍 반경 170km(북서쪽 반경), 크기 '소형'의 열대폭풍으로 베트남 호치민 동쪽 약 380km 부근 해상에서 일본 기상청의 태풍발생예보를 거치지 않고 급발생하였다.(일본 기상청 태풍정보 속보치 기준) 발생 이후 추가로 발달하지 않고, 서~서남서진하다가 11월 18일 오후 3시에 베트남 호치민 동쪽 약 220km 부근 해상에서 중심기압 1004hPa의 열대저압부로 소멸하였다.(한국 기상청 기준으로는 1006hPa) 도라지는 북한에서 제출한 이름으로 도라지를 의미한다.

### 제28호 태풍 마니
2018년 제28호 태풍 마니(MAN-YI)는 11월 20일 오후 9시에 중심기압 1000hPa, 최대풍속 18m/s, 강풍 반경 220km, 크기 '소형'의 열대폭풍으로 미국 괌 남동쪽 약 1,360km 부근 해상에서 발생하였다.(일본 기상청 태풍정보 속보치 기준) 발생 이후 서북서진하며 발달해서, 11월 23일 오전 3시에 미국 괌 서쪽 약 850km 부근 해상에서 중심기압 955hPa, 최대풍속 41m/s, 강풍 반경 440km(북서쪽 반경)의 세력 '매우 강', 크기 '중형'(일본 기상청 태풍정보 속보치 기준)의 태풍으로 최성기를 맞이하였다. 최성기 세력을 유지하며 북북서~북진 및 거의 정체하며 1바퀴 돌고난 뒤 다시 서북서~북북서진하며 북위 20도를 넘어가면서 건조 공기와 높은 연직시어로 인해 급약화되어서, 11월 26일 오후 9시에 일본 오키나와 남동쪽 약 730km 부근 해상에서 중심기압 1008hPa의 열대저압부로 소멸하였다.(한국 기상청 기준으로는 1004hPa) 마니는 홍콩에서 제출한 이름으로 해협의 이름이다.

### 제29호 태풍 우사기
2018년 제29호 태풍 우사기(USAGI)는 11월 22일 오후 9시에 중심기압 1004hPa, 최대 풍속 18m/s, 강풍 반경 220km(북서쪽 반경), 크기 '소형'의 열대폭풍으로 베트남 호치민 동쪽 약 830km 부근 해상에서 발생하였다.(일본 기상청 태풍정보 속보치 기준) 발생 이후 서~서남서진하면서 급발달해서, 11월 24일 오후 3시에 베트남 호치민 동남동쪽 약 260km 부근 해상에서 중심기압 990hPa, 최대풍속 46m/s, 강풍 반경 250km(북쪽 반경)의 세력 '강', 크기 '소형'(일본 기상청 태풍정보 속보치 기준)의 태풍으로 최성기를 맞이하였다. 최성기 이후 서~서북서진하며 급약화되면서 11월 25일 오후 6시경 베트남 호치민 부근 해안에 994hPa, 최대풍속 23m/s의 세력으로 상륙한 이후 북서~북북서진하며 빠르게 급약화되어서 한국 기상청 기준으로는 11월 26일 오전 3시에 베트남 호치민 북동쪽 약 60km 부근 육상에서 중심기압 1002hPa의 열대저압부로 소멸하였다. 일본 기상청 기준으로는 11월 26일 오전 9시에 베트남 호치민 북서쪽 약 70km 부근 육상에서 중심기압 1006hPa의 열대저압부로 소멸하였다. 우사기는 일본에서 제출한 이름으로 토끼자리를 의미한다.

## 같이 보기
- 2018년 동태평양 허리케인
- 2018년 북인도양 사이클론
- 2018년 북대서양 허리케인
- 2018년 북서태평양 열대저압부

1. ↑  위 최저기압이 900hpa인 이유는 위키백과는 북서태평양 태풍 명명권을 가진 일본 기상청의 해석을 따르기 때문이다.